# 阿蘭德魯阿爾

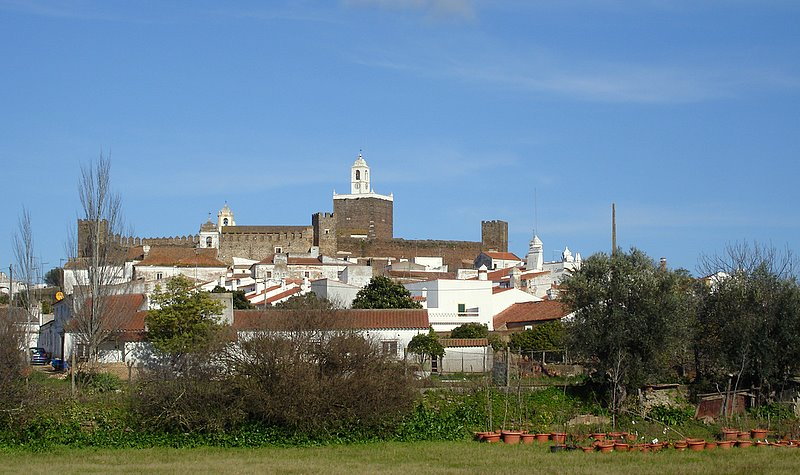

阿蘭德魯阿爾（葡萄牙語：Alandroal），是葡萄牙的城鎮，位於該國中南部，由埃武拉區負責管轄，始建於1486年，面積542.68平方公里，2011年人口5,843，人口密度每平方公里10.77人。
38°37′12″N 7°24′29″W / 38.62000°N 7.40806°W